# Вечірка в тогах
Вечірка в тогах — це костюмована вечірка на греко-римську тематику, де учасники одягають одяг, натхненний давньоримським одягом (зазвичай шиють із простирадла), і сандалі. Костюми, вечірні ігри та інші розваги часто дотримуються римської чи грецької теми. Вечірки тога асоціюються з вечірками в бочках і надмірним вживанням алкоголю, а учасниками зазвичай є студенти коледжів чи університетів.

## Історія
Перша леді Елеонора Рузвельт влаштувала тогу-вечірку в 1934 році, щоб підробити тих, хто порівнював її чоловіка президента Франкліна Д. Рузвельта з «Цезарем».
Найперші відомі студентські вечірки в тогах відбулися в Сполучених Штатах на початку 1950-х років. Вечірки в тогах записані в щорічниках Theta Delta Chi (1952) і Acacia Fraternity Мічиганського університету (1953). Інша рання тога-вечірка відбулася в 1953 році, коли студенти коледжу Помона одягли тоги та вінки з плюща та принесли свої матраци в гуртожиток до дому першокурсника Марка Ноймана на Гіллкрест-авеню в сусідньому Флінтріджі.
За вісім десятиліть до того, як у 1950-х роках вечірки на грецьку тематику стали відомі як «вечірки в тогах», подібні вечірки зазвичай називалися вечірками «простирадла та подушки» (або просто вечірки «подушки»), на яких учасники куталися в простирадла та наволочки, регулярно проводилися братськими орденами (як-от масони, диваки та лосі), громадськими організаціями та церковними групами. У 1882 році Товариство Терпсихори Університету штату Огайо провело «вечірку з подушками», яку можна вважати першою відомою тогою в коледжі.
Хоча їх називають «вечірками в тогах», учасники рідко носять тоги, які були складно драпірованим одягом, виготовленим із великих півкіл тканини, натомість носять предмети, які більше нагадують хітони.
У книзі рекордів Гіннеса зафіксовано найбільшу вечірку в тогах — 3700 учасників. Захід, організований Університетом Квінслендського союзу та Гільдією студентів Квінслендського технологічного університету. Вона відбувся 24 лютого 2012 року в Riverstage у Брісбені, Квінсленд, Австралія.

## У масовій культурі

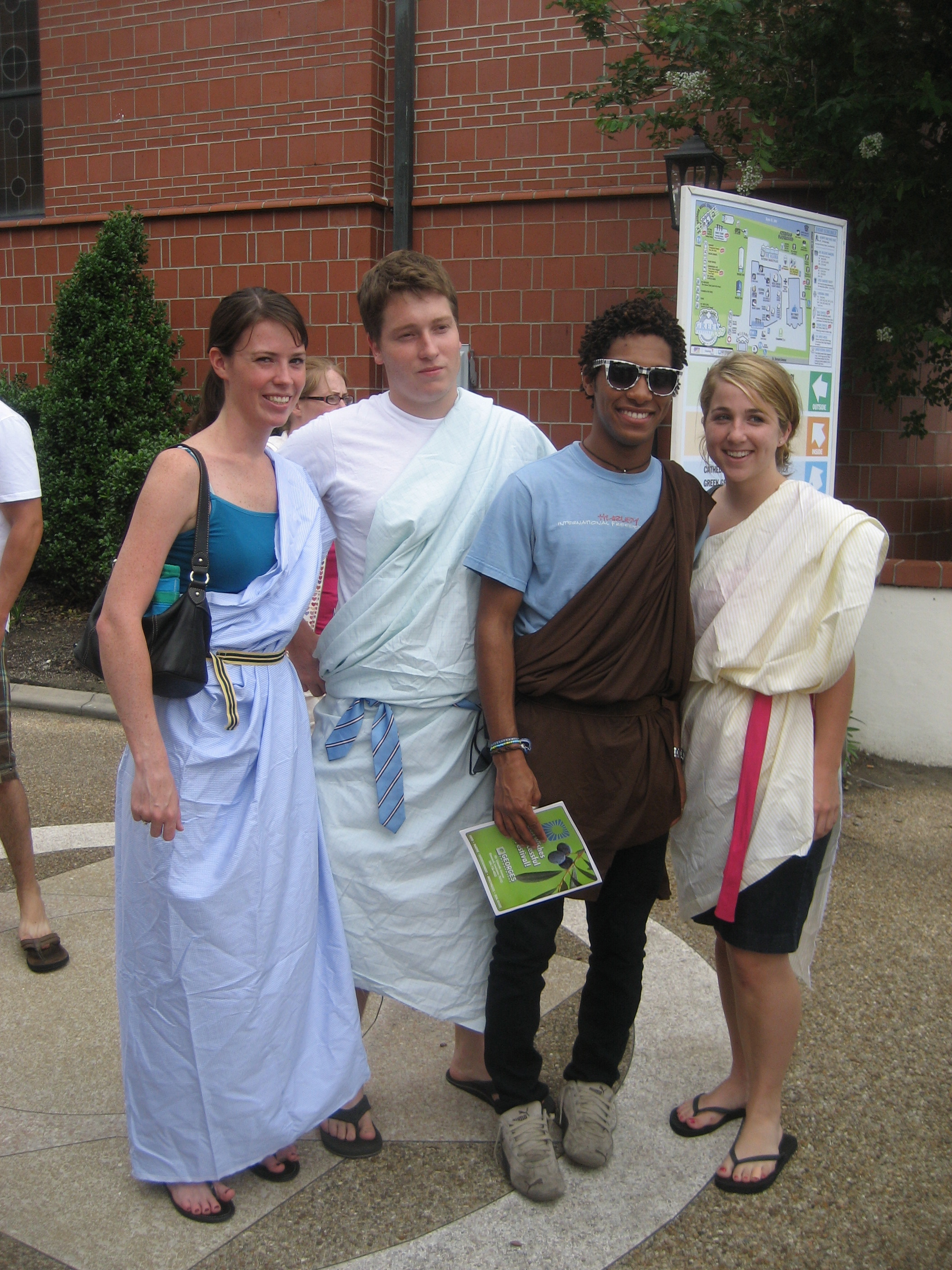
Учасники в різнокольорових тогах

Вечірка в тозі була зображена у фільмі «Будинок тварин» 1978 року, завдяки чому цей ритуал став широко поширеною та довготривалою практикою. Кріс Міллер, який був одним із сценаристів Animal House, навчався в Дартмутському коледжі, де наприкінці 1950-х і на початку 1960-х років вечірка з тогою була популярною подією в костюмах на великих вечірках братства (таких як Зимовий карнавал і вихідні в Зеленому ключі).
Вечірка в тогах також була коротко описана в оповіданні Тома Вулфа 1968 року «Банда „Насосна станція“», хоча й дещо відрізняється від версії у фільмі. Вечірки в тогах також можна побачити в першому епізоді четвертого сезону телесеріалу Грецький та в четвертому епізоді Кремнієвої долини.
«Наймасштабніша вечірка в тогах у світі» — це був слоган Реслманії IX.